# После заката (сборник рассказов)
После заката (англ. Just After Sunset, дословно: «Сразу после заката») — сборник рассказов американского писателя Стивена Кинга, опубликованный в 2008 году. На русском языке сборник был опубликован издательством «АСТ» 26 января 2011 года.

## Рассказы, вошедшие в сборник
1. Уилла (англ. Willa) (2006)
2. Гретель (англ. The Gingerbread Girl) (2007)
3. Сон Харви (англ. Harvey’s Dream) (2003)
4. Стоянка (англ. Rest Stop) (2003)
5. Велотренажёр (англ. Stationary Bike) (2003)
6. Вещи, которые остались после них (англ. The Things They Left Behind) (2005)
7. После выпускного (англ. Graduation Afternoon) (2007)
8. Н. (англ. N.) (2008)
9. Кот из ада (англ. The Cat from Hell) (1977)
10. «Нью-Йорк Таймс» по специальной цене (англ. The New York Times at Special Bargain Rates) (2008)
11. Немой (англ. Mute) (2007)
12. Аяна (англ. Ayana) (2007)
13. Взаперти (англ. A Very Tight Place) (2008)

## Связь рассказов сборника «После заката» с другими произведениями
- Сон Харви. Когда Дженет со смутным отвращением рассматривает сидящего за столом мужа, Харви, она замечает «пожелтевшие мозоли на пальцах, неизменно вызывающие в памяти „Императора мороженого“[5] Уоллеса Стивенса». Эта поэма упоминается и в других произведениях Кинга, в частности — в романах «Жребий» (Salem’s Lot) и «Бессонница», а также в телесериале «Королевский госпиталь» (Kingdom Hospital).

- N.. Герой рассказа, пациент психотерапевта, обозначенный буквой Н., проживает в городе Касл-Рок, становившемся местом действия многих произведений Кинга (среди которых «Мёртвая зона», «Тёмная половина» и «Нужные вещи»). Одно из «вложенных повествований», из которых состоит рассказ, стилизовано под вырезку из местной газеты городка Честерз-Милл (редактор этой газеты станет главным героем романа «Под куполом»). N., в разговоре с психотерапевтом излагающий свою теорию о мироустройстве, цифрах и числах, замечает, что «если сложить 1-8-6-4 получается девятнадцать, очень сильное нечётное число. Сильное и злое» (отсылка к романам из цикла «Тёмная Башня», в которых 19 — мистическое число, неоднократно влияющее на судьбы героев. Число 19 является сакральным и для Стивена Кинга — авария, едва не унёсшая жизнь автора, произошла 19 Июня 1999 года).

- Некоторые имена и персонажи, впервые появившиеся в «Коте из ада» (1977) позже появились вновь в романе 1983 года «Кладбище домашних животных»; так, имя дворецкого из КИА — Гейдж (так же звали маленького сына Луиса Крида в КДЖ), и в КДЖ вновь используется сюжет о дьявольском коте: любимца семьи Кридов, кота Чёрча, сбивает и почти размазывает по дороге грузовик, однако на следующий день кот возвращается домой как ни в чём не бывало, хоть выглядит очень плохо (и Луис Крид отмечает, что «от кота пахнет смертным тленом»).

- В рассказе Немой главный герой рассказывает о том, как его жена часто уезжала на несколько дней со своим любовником в Дерри. Дерри — место действия многих романов и рассказов Кинга (в том числе, романа 1986 года «Оно»).

## Факты
- В русском переводе в рассказе «Сон Харви» отсутствует маленькая деталь: фраза «Viva ze bool». Эту же фразу начинает бессознательно употреблять постепенно впадающий в безумие Норман Дэниелс (роман «Роза Марена»), а слово «бул» (bool) — ключевое слово в романе «История Лизи». В рассказе «Сон Харви» фраза «Viva ze bool» мелькает в мыслях Дженет, представляющей возвращение домой в два часа ночи пьяного соседа, который, возможно, только что сбил кого-то своим автомобилем.

Стивен Кинг, «Сон Харви», пер. С.Самуйлов, 2010:

… а Дженет видит в самой середине вмятины на бампере Фрэнковой машины красное пятно и в середине красного пятна что-то тёмное, может, грязь, а может, клок волос. Она видит, как Фрэнк, пьяный вдрызг, подваливает к тротуару в два часа ночи. Он даже не пытается свернуть на дорожку, не говоря уже о том, чтобы заехать в гараж — тесны врата и всё такое. Дженет видит, как он бредет к дому, пошатываясь, повесив голову, тяжело дыша через нос.
Оригинальный текст (англ.)...and in the bright morning light Janet sees there is a red stain in the middle of the dent on the side of Frank Friedman's Volvo, and in the middle of the stain is a dark smutch that might be dirt or even hair. She can see Frank pulling up crooked to the curb at two in the morning, too drunk even to try the driveway, let alone the garage - strait is the gate, and all that. She can see him stumbling to the house with his head down, breathing hard through his nose. Viva ze bool.

## Критика
Владимир Пузий, обозреватель журнала «Мир фантастики» посчитал, что сборник рассказов Стивена Кинга отлично иллюстрирует разнообразие жанровых предпочтений автора. В сборнике превалируют два ключевых направления — психологическая проза и рассказы о потустороннем. Критик заявил, что рассказ «Кот из ада» наглядно показывает эволюцию автора от обычного трешевого хоррора к серьёзной классике. Саспенсные произведения «Гретель» и «Взаперти», по мнению обозревателя, несколько проигрывают остальным из-за шаблонности происходящего. «Стоянка» исследует изнанку личности; она сравнивалась с повестью «Секретное окно, секретный сад» и романом «Тёмная половина». «Немой» повествует о пределах морали, которая озвучивается с некой долей иронии. Мистические рассказы из сборника балансируют на грани между жанровой фантастикой и хорошей прозой. В «Уилле», в «Сне Харви», и в «Нью-Йорк таймз» по специальной цене" Кинг пытается определить, что значит смерть для живых. В «Аяне» исследует тематику чудесного исцеления и размышляет, насколько она связана с религиозными верованиями. «Велотренажёр», «Вещи, которые остались после них», и «Н.» были охарактеризованы рецензентом как шедевральные произведения. Оценка составила 9 баллов из 10.